# Phyllodoce monroi
Phyllodoce monroi är en ringmaskart som först beskrevs av Hartman 1964.  Phyllodoce monroi ingår i släktet Phyllodoce och familjen Phyllodocidae. Inga underarter finns listade i Catalogue of Life.